# أرمين شرينر
أرمين شرينر (بالكرواتية: Armin Schreiner)‏ هو مصرفي كرواتي، ولد في 25 مارس 1874 في كوبريفنيتسا في كرواتيا، وتوفي في 29 نوفمبر 1941 في معسكر اعتقال ياسينوفاتس في البوسنة والهرسك.